# Кальте энте
Ка́льте э́нте (нем. kalte Ente — «холодная утка») — крюшон, смесь белого и шипучего вина с добавлением лимона, очищенного от корки, или лимонного сока, а также мелиссы, ванили или ванилина и иногда сахара. Кальте энте подают холодным с кубиками льда. Существуют и богатые витаминами и минеральными веществами варианты безалкогольной «холодной утки», например, с дыней, мёдом, имбирём и минеральной водой. Кальте энте часто подают в одноимённом хрустальном графине с серебряной крышкой и внутренним отделением для льда.
Считается, что напиток придумал Клеменс Венцеслав Саксонский, последний архиепископ и курфюрст трирский. Вопреки своим привычкам, в завершение званого ужина на террасе Кобленцского дворца он пожелал не горячий крепкий кофе, а «холодный конец» (нем. kaltes Ende) и приказал смешать по бутылке мозельского, рейнского и шампанского вин и приправить полученную смесь лимоном и мелиссой. В конечном итоге в результате эрратива «холодный конец» превратился в «холодную утку». Существует также версия происхождения крюшона, где вместо курфюрста выступает канцлер Бисмарк, предлагавший на десерт на званых ужинах освежающий напиток.
В 1935 году усилиями Гарольда Боргмана, владельца винного погреба в Детройте, кальте энте обрёл популярность в США под переведённым на английский названием «колд дак» (англ. Cold Duck). Боргман смешивал поначалу в американском рецепте «холодной утки» шампанское и бургундское красное вино, к началу 1970-х годов, пику своей популярности, «колд дак» превратился в полусладкий аперитив из американского шампанского и американского игристого бургундского.